# Estación de Dammartin - Juilly - Saint-Mard
La estación de Dammartin - Juilly - Saint-Mard es una estación ferroviaria francesa situada en la comuna de Saint-Mard, cerca de Juilly en el departamento de Seine et Marne, al noreste de París. Por ella circulan tanto los trenes regionales que unen París con Picardía como los trenes de cercanías de la línea K del Transilien.

## Historia
Fue inaugurada por la Compañía de Ferrocarriles del Norte en 1861 con la puesta en marcha de uno de los tramos de la línea que une La Plaine con Hirson. En 1938, la estación pasó a ser explotada por la SNCF.

## Descripción
La renovada estación conserva el estilo propio de las estaciones de la Compañía del Norte. Muestra una planta rectangular esencialmente de una planta aunque dos elementos laterales alcanzan los dos pisos. La parte más central está adornada con un pequeño frontón.
Se compone únicamente de dos vías y de dos andenes laterales. 

## Servicios ferroviarios

### Trenes regionales
Los TER Picardía transitan por la estación uniendo París con Laon.

### Trenes de cercanías
Los trenes de cercanías de la línea K del Transilien circulan por la estación. En dirección norte es la última situada en la región parisina.